# Cordas, Gonzaga e Afins
Cordas, Gonzaga e Afins é o sexto álbum ao vivo da cantora Elba Ramalho, lançado em CD e DVD em 2015.
Idealizado pela produtora cultural Margot Rodrigues, o projeto mescla canções de Luiz Gonzaga com arranjos regionalistas e clássicos, textos da literatura nordestina e sucessos de parceiros musicais da cantora, como Lenine, Dominguinhos, Alceu Valença, Zé Ramalho e Chico César. Para tanto, Elba é acompanhada pelos grupos pernambucanos SaGRAMA e Quarteto Encore e ainda conta com as participações especiais do percussionista Naná Vasconcelos e do cantor Marcelo Jeneci.
O show foi elaborado em meio às gravações do álbum de estúdio Do Meu Olhar pra Fora, sendo lançado meses depois deste.

## Faixas

### CD
1. Pau de Arara (Luiz Gonzaga, Guio de Moraes) / Algodão (Luiz Gonzaga, Zé Dantas)
2. Não Sonho Mais (Chico Buarque)
3. Texto: Aboio Mudo (Newton Moreno) / Súplica Cearense (Gordurinha, Nelinho)
4. Assum Branco (José Miguel Wisnik) / Assum Preto (Luiz Gonzaga, Humberto Teixeira)
5. O Ciúme (Caetano Veloso)
6. Béradêro (Chico César) / Ave Maria Sertaneja (Júlio Ricardo, O. de Oliveira) / Texto: Ave Maria (Newton Moreno) / Ave Maria (Johann Sebastian Bach, Charles Gounod)
7. Adeus, Iracema (Luiz Gonzaga, Zé Dantas)
8. Ciranda Praieira (Lenine, Paulo César Pinheiro)
9. Gravitacional (participação especial: Marcelo Jeneci) (Marcelo Jeneci)
10. A Violeira (Tom Jobim, Chico Buarque)
11. Braia Dengosa (participação especial: Naná Vasconcelos) (Luiz Gonzaga, Zé Dantas)
12. Sanfona Sentida (Dominguinhos, Anastácia)
13. Sete Meninas (Dominguinhos, Toinho Alves)

### DVD
1. Pau de Arara (Luiz Gonzaga, Guio de Moraes) / Algodão (Luiz Gonzaga, Zé Dantas)
2. Não Sonho Mais (Chico Buarque)
3. Texto: Paixão Jagunça (Newton Moreno) / Qui Nem Giló (Luiz Gonzaga, Humberto Teixeira)
4. Texto: Aboio Mudo (Newton Moreno) / Súplica Cearense (Gordurinha, Nelinho)
5. Assum Branco (José Miguel Wisnik) / Assum Preto (Luiz Gonzaga, Humberto Teixeira)
6. O Ciúme (Caetano Veloso)
7. Béradêro (Chico César) / Ave Maria Sertaneja (Júlio Ricardo, O. de Oliveira) / Texto: Ave Maria (Newton Moreno) / Ave Maria (Johann Sebastian Bach, Charles Gounod)
8. Texto: Morte e Vida Severina (João Cabral de Melo Neto) / Funeral de Um Lavrador (Chico Buarque, João Cabral de Melo Neto)
9. A Natureza das Coisas (Accioly Neto)
10. Tomara (Alceu Valença, Rubem Valença Filho)
11. Pot-pourri: Tema Instrumental Mundo do Lua / A Volta da Asa Branca (Luiz Gonzaga, Zé Dantas) / Assum Preto (Luiz Gonzaga, Humberto Teixeira) / Paraíba (Luiz Gonzaga, Humberto Teixeira) / Baião (Luiz Gonzaga, Humberto Teixeira) / Asa Branca (Luiz Gonzaga, Humberto Teixeira)
12. A Violeira (Tom Jobim, Chico Buarque)
13. Adeus, Iracema (Luiz Gonzaga, Zé Dantas)
14. Ciranda Praieira (Lenine, Paulo César Pinheiro)
15. Aquela Rosa (Geraldo Azevedo, Carlos Fernando)
16. Braia Dengosa (participação especial: Naná Vasconcelos) (Luiz Gonzaga, Zé Dantas)
17. Domingo no Parque (Gilberto Gil)
18. Gravitacional (participação especial: Marcelo Jeneci) (Marcelo Jeneci)
19. Texto: Fantasmas Que Migrou (Newton Moreno) / Chão de Giz (Zé Ramalho)
20. Sabiá (Luiz Gonzaga, Zé Dantas)
21. Sanfona Sentida (Dominguinhos, Anastácia)
22. Sete Meninas (Dominguinhos, Toinho Alves)
23. Pot-pourri de Marchinhas de São João: São João na Roça (Luiz Gonzaga, Zé Dantas) / Olha Pro Céu (Luiz Gonzaga, José Fernandes) / Pagode Russo (João Silva)
24. Texto: O Dia em Que Lua Nasceu (Newton Moreno) / Asa Branca (Luiz Gonzaga, Humberto Teixeira)
25. Canta Luiz (Dominguinhos, Poeta Oliveira) / A Vida do Viajante (Luiz Gonzaga, Hervé Cordovil)

## Músicos participantes

### Banda SaGRAMA
- Sérgio Campelo: direção musical, flauta, flauta em sol, pífano e flautim
- Frederica Bourgeois: flauta, pífano e voz
- Crisóstomo Santos: clarinete e clarone
- Cláudio Moura: viola nordestina
- Alex Sobreira: violão de 7 cordas
- João Pimenta: contrabaixo acústico
- Antônio Barreto: marimba e percussão
- Hugo Medeiros e Tarcísio Resende: percussão

### Quarteto Encore
- Carlos Santos e Rafaela Fonseca: violinos
- Laila Campelo: viola
- Fabiano Menezes: violoncelo

### Músicos convidados
- Aristide Rosa: viola nordestina
- Beto Hortis e Marcelo Caldi: acordeom
- Tostão Queiroga: bateria
- Lulu Araújo: alfaia em "Braia Dengosa"
- Naná Vasconcelos: percussão em "Braia Dengosa"
- Marcelo Jeneci: voz em "Gravitacional"